# دانک

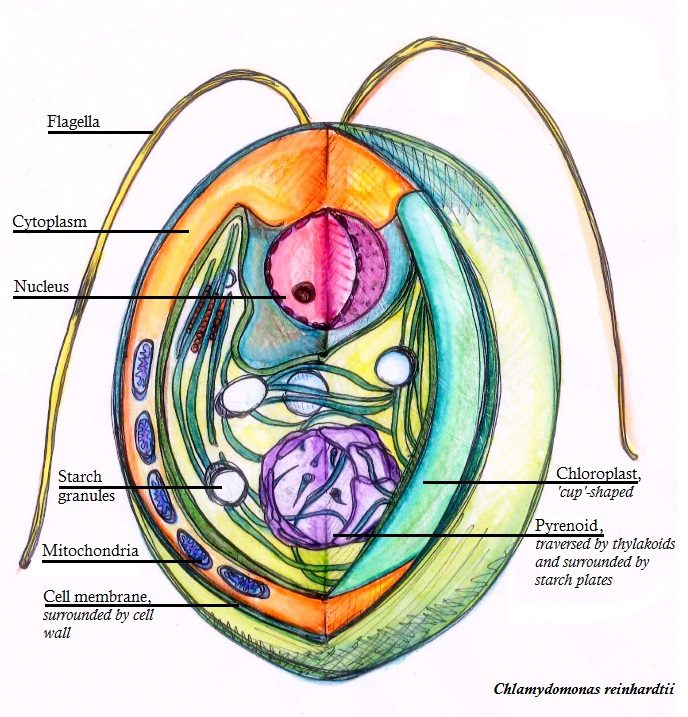
سطح مقطع سلول جلبک کلامیدوموناس رینهاردتی، یک نمایش سه بعدی

دانَک‌ها یا پیرنوئیدها (به انگلیسی: Pyrenoid) ریزمحفظه‌های زیرسلولی هستند که در سبزدیسه‌های بسیاری از جلبک‌ها و یک گروه منفرد از گیاهان زمینی به نام شاخ‌واش‌ها یافت می‌شوند. دانک‌ها با عملکرد سازوکار تغلیظ کربن (CCM) همراه هستند. عملکرد اصلی آنها این است که با تولید و حفظ یک محیط غنی از CO 2 در اطراف آنزیم فتوسنتزی روبیسکو (به انگلیسی: RuBisCO) به عنوان مراکز تثبیت دی‌اکسید کربن (CO 2) عمل کنند؛ بنابراین به نظر می‌رسد دانک‌ها نقشی مشابه نقش کربوکسیزوم‌ها در سیانوباکترها دارند.
اکثر جلبک‌ها برای حیات به زیستگاه‌ها و محیط‌های آبی وابسته اند که دسترسی آنها به CO 2 برای فتوسنتز را تحت تأثیر فرار می‌دهد. CO 2 در آب ۱۰ هزار برابر کندتر از هوا پخش می‌شود و همچنین به آهستگی به تعادل می‌رسد. در نتیجه آب به عنوان یک زیستگاه، اغلب به راحتی از CO 2 تخلیه می‌شوند اما برای به دست آوردن CO 2 از هوا کند عمل می‌کند. سرانجام، هنگامی که CO 2 در آب حل شود، واکنشی تعادلی با بی کربنات (HCO 3 -) به صورت وابسته به pH ایجاد می‌کند. به عنوان مثال در آب دریا، pH به حدی است که کربن معدنی محلول (DIC) عمدتاً به شکل HCO 3 - یافت می‌شود. درنهایت، غلظت پایین CO 2 آزاد در آب به قدری است که یک روبیسکو جلبکی از یک چهارم حداکثر سرعت خود می‌تواند استفاده کند و در نتیجه، در دسترس بودن CO 2 گاهی ممکن است محدودیت عمده ای درفتوسنتز جلبکی باشد.

## کشف
دانک‌ها برای اولین بار در سال ۱۸۰۳ توسط ژان ووشر (به انگلیسی: J.P.E.Vaucher) توصیف شد. (به گفته براون و دیگران) این اصطلاح نخستین بار توسط اشمیتز (به انگلیسی: F.Schmitz) ابداع شد؛ وی همچنین مشاهده کرد که چگونه کلروپلاست‌های جلبکی در طی تقسیم سلولی از نو تشکیل می‌شوند، که این امر باعث می‌شود شیمپر (به انگلیسی: A.F.W.Schimper) پیشنهاد مستقل بودن کلروپلاست‌ها را بدهد و تصور کند که همه گیاهان سبز از تکامل "همزیستی یک اندامگان بی رنگ با یک اندامگان پرشده با کلروفیل " به وجود آمده‌اند. به‌واسطهٔ این مشاهدات اولیه، سرانجام مرشکوفسکی (به انگلیسی: K.F.Mereschkowski) در اوایل قرن ۲۰، نظریه همزیستی و استقلال ژنتیکی کلروپلاست‌ها را ارائه داد.
در نیمهٔ بعدی آن قرن، جلبک‌شناس‌ها غالباً از دانک به عنوان یک نشانگر طبقه‌بندی استفاده می‌کردند، اما مدت‌ها  کاراندام‌شناس‌ها قادر به درک اهمیت دانک‌ها در فتوسنتز درون آبی نبودند. الگوی کلاسیک، که تا اوایل دهه ۱۹۸۰ غالب بود، این بود که پیرنوئید محل تولید نشاسته است. مشاهدات میکروسکوپی به راحتی گمراه کننده بود زیرا غلاف نشاسته اغلب دانک‌ها را در بر می‌گیرد. کشف جهش‌های کمبود پیرنوئید کنار دانه‌های نشاسته طبیعی در جلبک سبز کلامیدوموناس رینهاردتی و همچنین جهش‌های کمبود نشاسته با وجود دانک‌های کاملاً تشکیل شده، سرانجام این فرضیه را بی‌اعتبار کرد.
اوایل دهه ۱۹۷۰ بود که ماهیت پروتئینی دانک مشخص شد؛ زمانی که دانک‌ها با موفقیت از یک جلبک سبز جدا شدند و نشان داد که تا ۹۰٪ آن از روبیسکوی فعال بیوشیمیایی تشکیل شده‌است. در دهه بعد، شواهد بیشتری نشان داد که جلبک‌ها قادر به جمع‌آوری حوضچه‌های درون سلولی DIC (کربن معدنی محلول)، و تبدیل آن به CO 2، در غلظتی به مراتب بیشتر از محیط اطراف هستند. بدجر (به انگلیسی: Badger) و پرایس (به انگلیسی: Price) ابتدا عملکرد پیرنوئید در ارتباط با فعالیت CCM را مشابه عملکرد کربوکسیزوم موجود در سیانوباکتری بیان کردند. فعالیت CCM فوتوبیونت‌های جلبکی و سیانوباکتریایی در تجمع‌های گلسنگی نیز با استفاده از تبادل گاز و ایزوتوپ‌های کربن شناسایی شد و توسط پالمکویست (به انگلیسی: Palmqvist)، بدجر و دیگران با دانک مرتبط شد. CCM شاخ‌واش‌ها بعداً توسط اسمیت و گریفیتس توصیف شد.
از آن زمان به بعد، دانک‌ها در زمینه وسیع تری از جذب کربن در جلبک‌ها مورد مطالعه قرار گرفت، اما هنوز تعریف مولکولی دقیقی از آن ارائه نشده‌است.

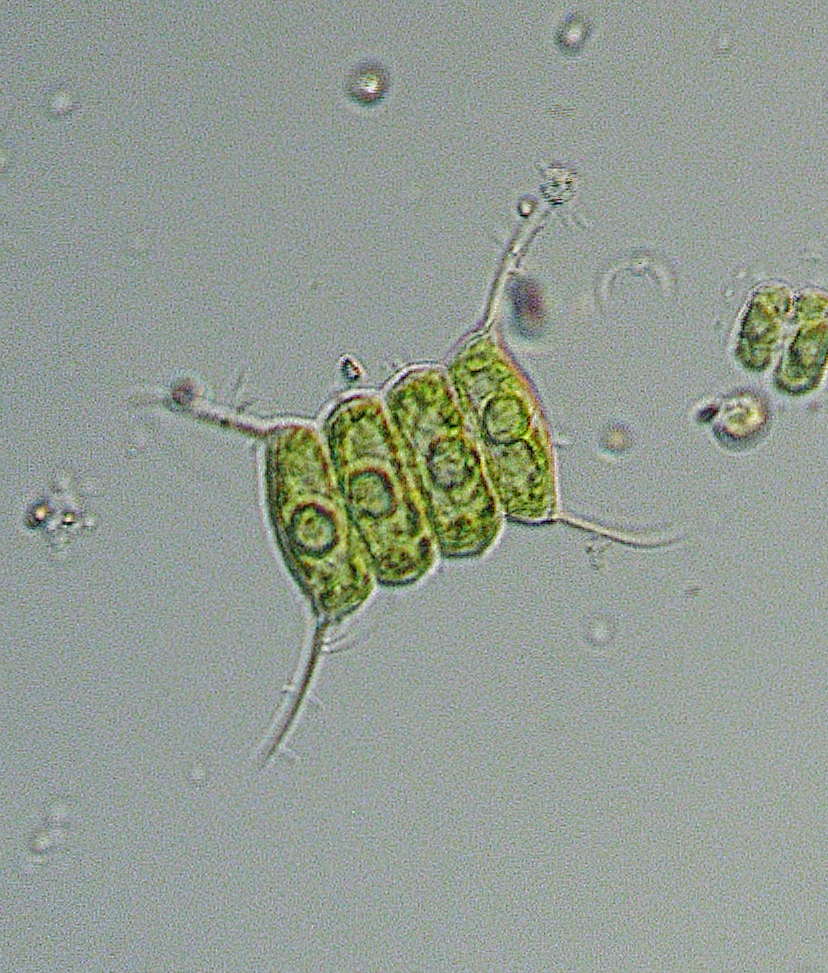
تصویر(DIC microscopy) از سندسموس کوادریکودا به همراه دانک (چهار ساختار دایره ای مرکزی) که به وضوح قابل مشاهده است.

## تنوع
صرف نظر از اینکه کلروپلاست از یک رویداد درون‌هم‌زیستی (به عنوان مثال سبز و جلبک قرمز، اما نه در گلوکوفیتا) یا چند رویداد درون‌هم‌زیستی (دیاتومه‌ها، دینوفلاژلات، کوکولیتوفور، کریپتوفیت‌ها، کلوراراکنیوفیت‌ها و اوگلنوزوآ)به ارث رسیده‌است، دانک‌ها در تبار جلبک‌ها یافت می‌شوند. با این حال، برخی از گروه‌های جلبکی فاقد دانک هستند: جلبک‌های قرمز «پیشرفته» (فلوریدوفیسه) و جلبک‌های قرمز شدیددوست (سیانیدیوفیسه)، گونه جلبک سبز کلروموناس و جلبک‌های طلایی. دانک‌ها معمولاً نشانگرهای طبقه‌بندی ضعیفی در نظر گرفته می‌شوند و ممکن است بارها به‌طور مستقل تکامل یافته باشند.